# Sophie Piper

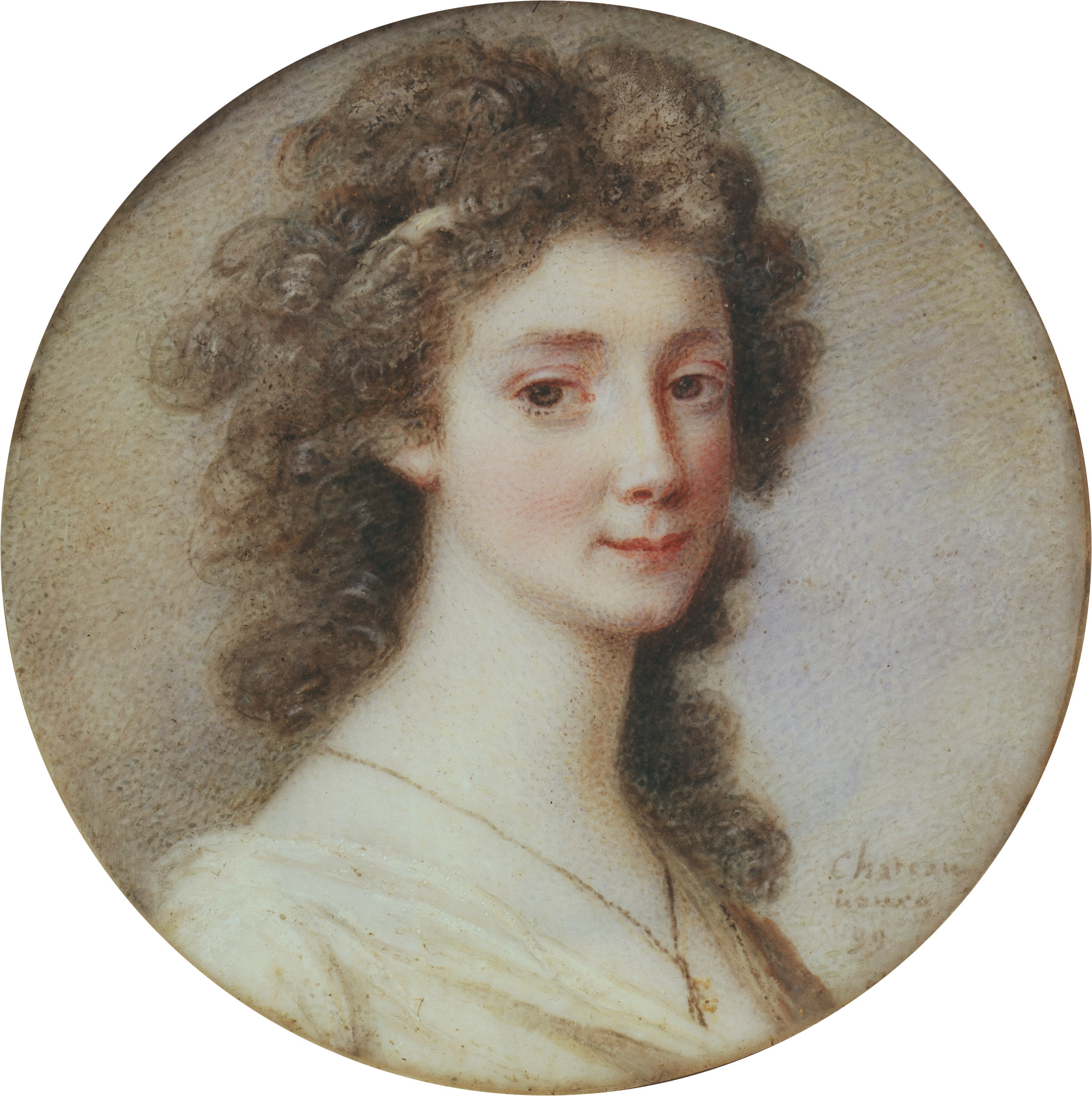
Porträt von Sophie Piper, gemalt vom Chevalier de Chateaubourg

Eva Sophie Piper geborene von Fersen (* 30. März 1757; † 2. Februar 1816 Schloss Löfstad) war eine schwedische Adelige.

## Leben
Sophie war die Tochter des Landmarschalls Fredrik Axel von Fersen und dessen Frau Hedvig Katarina (geborene De la Gardie) sowie die Schwester des Hans Axel von Fersen. Sie galt als eine der Schönheiten am Hof Gustavs III. von Schweden und bekam 1774 einen Heiratsantrag von Herzog Fredrik Adolf, dem jüngeren Bruder des Königs. Ihr Vater sprach sich, trotz ihrer eigenen Zuneigung zum Prinzen, gegen diese Verbindung aus. 1777 heiratete sie den gehörlosen Kammerherrn Adolf Ludwig Piper (1750–1795), dessen Familie wie die Fersens ursprünglich aus Norddeutschland stammte. 1786 wurde die Gräfin Piper Hofmeisterin der Herzogin und späteren Königin Hedwig, in Schweden bekannt als Hedvig Elisabet Charlotta.
Die Herzogin bezeichnete sie in ihrem „Tagebuch“ (schwedisch dagbok, eine Sammlung von Korrespondenzen) als die einzige Freundin, die sie jemals hatte. Sie verfasste 1816 eigens eine Biografie über sie. Die hübsche Gräfin sah sich in der höfischen Gesellschaft vielen Verleumdungen ausgesetzt. Nach dem Tod ihres Mannes machte sie ihre heimliche Beziehung zu Baron Evert Taube öffentlich und begleitete ihn 1798 auf seiner Reise nach Deutschland. Als Taube 1799 in Karlsbad starb und Piper nach seinem Testament sein Anwesen erbte, wurde sie verdächtigt ihn vergiftet zu haben.
Piper war darüber hinaus eine enge Vertraute ihres Bruders Axel, der im deutschen Sprachraum als Favorit und möglicher Liebhaber der französischen Königin Marie Antoinette bekannt ist. Der Briefwechsel zwischen Axel und Sophie gibt zahlreiche Hinweise auf die Beziehung Axel von Fersens zu Marie Antoinette. Aus Gründen der Vorsicht wird Marie Antoinette nicht namentlich genannt, sondern entweder als „Elle“ (Sie) oder als „Josephine“ bezeichnet. 1801 übernahm sie die Leitung seines Hauses. Gustaf IV. Adolf hegte eine Abneigung gegen diese Familie und hielt besonders die Gräfin für „gefährlich“. Es kursierten Gerüchte, dass das Leben des Prinzen Karl August bedroht sei. Nach dessen plötzlichen Tod 1810 wurde sogleich vermutet Gräfin Piper oder ihr Bruder haben ihn vergiftet. Als ihr Bruder am 20. Juni 1810 von einem aufgebrachten Mob auf offener Straße ermordet wurde, beschloss Piper die Stadt als Milchverkäuferin verkleidet zu verlassen. Sie verbrachte ihre letzten Lebensjahre auf Schloss Löfstad in der Nähe von Norrköping.

## Familie
Aus ihrer Ehe mit Adolf Ludwig Piper gingen mehrere Kinder hervor:
- Axel Adolf Piper 1778–1827
- Sophie Ulrika Piper 23. Juni 1779–1848, verheiratete Cederström
- Hedvig Eleonora Piper 23. Juni 1779–1779
- Charlotta Christina Piper 20. März 1783 bis 25. Juni 1798
- Carl Fredrik Piper 1785–1859

Piper hatte noch weitere Geschwister
- Hedvig Eleonora von Fersen, verheiratete von Klinckowström
- Fabian von Fersen